# China Central Longhao Airlines
Guangdong Long Hao Aviation Co. (IATA: GI, ICAO: LHA) è una compagnia aerea cargo fondata nell'agosto 2015 con un capitale sociale di 400 milioni di yuan (circa 51 milioni di euro). È una consociata interamente controllata del Guangdong Longhao Group Co.

## Storia
Nell'agosto 2015, Guangdong Longhao Aviation Co., Ltd. è stata registrata con un capitale sociale di 400 milioni di RMB. L'8 giugno 2016, la CAAC ha approvato formalmente la preparazione per la costituzione di Guangdong Longhao Aviation Co., Ltd. Nel novembre 2016 l'azienda ha ottenuto la licenza commerciale e a dicembre il primo Boeing 737-300F della compagnia ha completato il test di volo con successo.
Il 29 marzo 2017, Longhao Airlines ha compiuto con successo il viaggio inaugurale tra l'aeroporto di Canton-Baiyun e l'aeroporto Internazionale di Nantong Xing Dong.
A partire da ottobre 2017, sono state aperte 9 rotte, tutte all'interno della Cina. Al 2021, il totale è aumentato a 21.
Il 16 ottobre 2020, la compagnia ha aperto la prima rotta intercontinentale della sua storia, la Zhengzhou-Francoforte, in collaborazione con China Southern Airlines.

## Flotta
A maggio 2023 la flotta di Longhao Airlines è così composta: